# Ristede løg

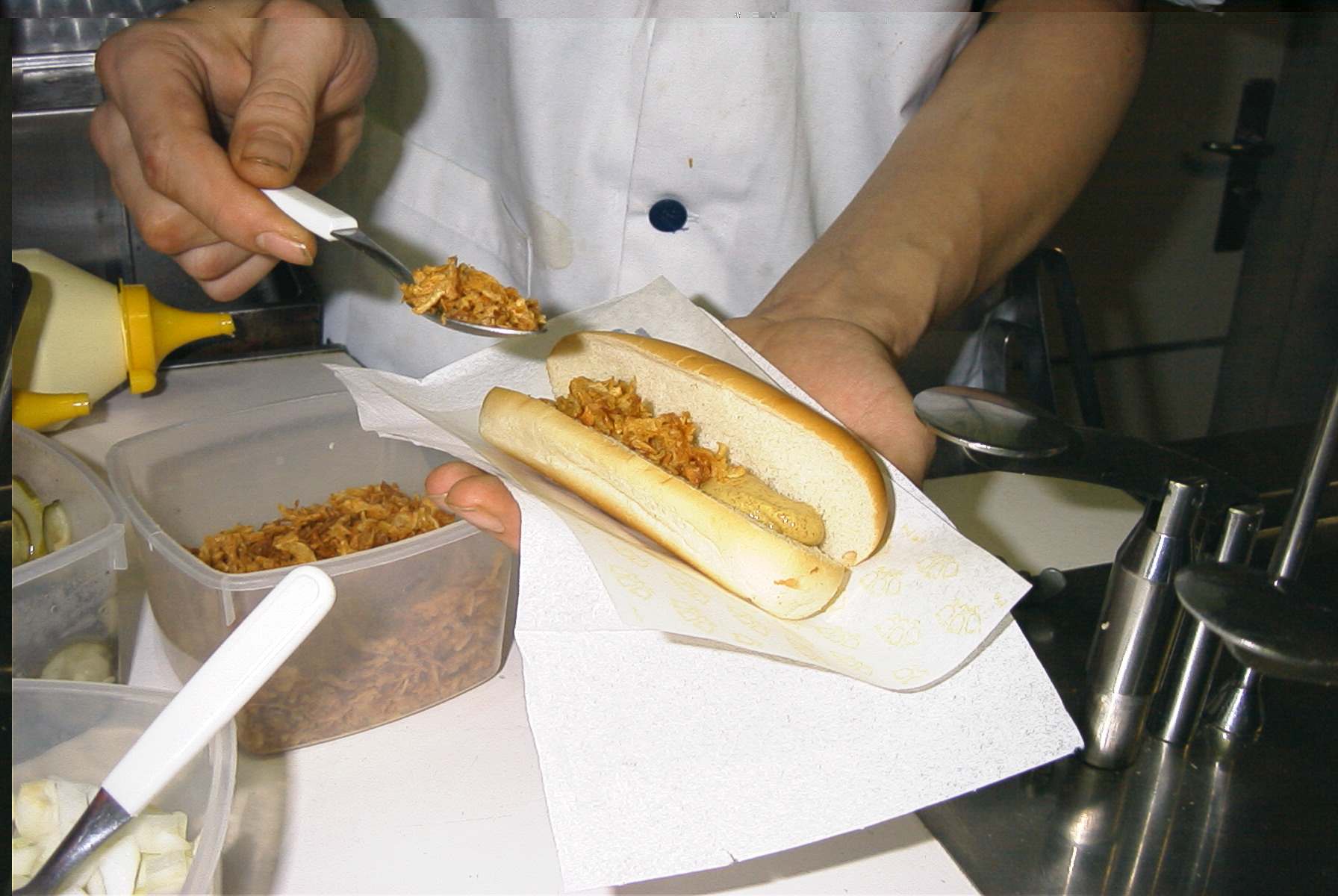
Ristede løg sendo colocado num pão de cachorro-quente

Ristede løg (significando cebola assada em dinamarquês) é um acompanhamento típico da culinária da Dinamarca.
Tal como o nome indica, o ristede løg é preparado com cebola. As cebolas são descascadas, lavadas e cortadas em pedacinhos pequenos. Em seguida, são misturadas com um pouco de farinha e água e fritas em óleo. Finalmente, são retiradas da frigideira com uma escumadeira e colocadas sobre papel absorvente, para eliminar a gordura. As cebolas adquirem, neste processo, uma tonalidade castanha e uma consistência estaladiça.
O ristede løg pode ser usado como complemento de cachorros-quentes e de hambúrgueres, assim como de sanduíches e saladas.